# Jianchangosaurus
Jianchangosaurus là một chi khủng long, được Pu et al. mô tả khoa học năm 2013.